# Кулаженков, Анатолий Георгиевич
Анатолий Георгиевич Кулаженков (1911 — 1982) — советский дипломат. Чрезвычайный и полномочный посол.

## Биография
Член ВКП(б). Окончил Московский педагогический институт (1931). С 1935 по 1937 год учился в Институте по подготовке дипломатических и консульских работников при НКИД СССР. На дипломатической работе с 1937 года.
- В 1937 году — старший референт в III Западном отделе НКИД СССР.
- В 1937—1941 годах — сотрудник полпредства СССР в Италии (2-й секретарь, затем 1-й секретарь).
- В 1941—1942 годах — сотрудник посольства СССР в Иране.
- В 1942 году — генеральный консул СССР в Тебризе (Иран).
- В 1942—1944 годах — первый секретарь, советник Посольства СССР в Турции.
- В 1944—1945 годах — заместитель заведующего I Европейским отделом НКИД СССР.
- В 1945—1946 годах — советник посольства СССР в Греции.
- В 1946 году — заведующий VI Европейским отделом МИД СССР.
- С 30 апреля 1946 по 20 декабря 1950 года — чрезвычайный и полномочный посланник СССР в Швейцарии[1].
- В 1950—1953 годах — заведующий Протокольным отделом МИД СССР.
- С 19 июля 1953 по 28 февраля 1957 года — чрезвычайный и полномочный посол СССР в Мексике[2].
- В 1957—1959 годах — заместитель заведующего Отделом стран Америки МИД СССР.
- С 8 мая 1959 по 11 октября 1961 года — постоянный представитель СССР при ЮНЕСКО[3].
- В 1961—1962 годах — заместитель заведующего Отделом стран Латинской Америки МИД СССР.
- С 21 сентября 1962 по 21 октября 1964 года — чрезвычайный и полномочный посол СССР в Тунисе[4].
- В 1964—1966 годах — на ответственной работе в центральном аппарате МИД СССР.
- С 25 августа 1966 по 13 апреля 1968 года — чрезвычайный и полномочный посол СССР в Сенегале и Гамбии по совместительству[5][6].
- В 1968—1974 годах — на ответственной работе в центральном аппарате МИД СССР.

## Награды
- Орден Красной Звезды (5 ноября 1945)
- Орден «Знак Почёта» (3 ноября 1944)